# Benja Bruijning
Benja Bruijning (ur. 28 października 1983 w Amsterdamie) – holenderski aktor teatralny, filmowy i telewizyjny.

## Kariera
Zadebiutował w wieku 17 lat jako poeta w filmie telewizyjnym Nad brzegiem morza (Dichter op de Zeedijk). Przełomem był rok 2012, gdy ostatecznie zagrał rolę Charliego de Roovera w komedii Droga rodzina (Alles is familie) z Carice van Houten. Wystąpił w wielu produkcjach filmowych, w tym Jaskinia (De Grot, 2001) jako młody Axel.
W 2008 ukończył Amsterdamse Toneelschool en Kleinkunst Academie. Zagrał potem m.in. w serialu Belli Cher: moc pana Millera (Bellicher: de macht van meneer Miller, 2010) i Dr Deen (Dokter Deen, 2012-2016) oraz jedną z głównych ról w dramacie historycznym Gang OSS (De bende van Oss, 2011). Grał także na scenie w sztukach: Noc (2010), Rain Man (2012) jako Charlie Babbitt i Wiele kłopotów za nic (Veel Gedoe om Niks) w Utrechtse Spelen w Utrecht i prezentacjach napisanych przez siebie.
Począwszy od marca 2013 znalazł się w serialu AVRO Charlie, holenderskiej wersji serialu HBO Siostra Jackie (Nurse Jackie). 25 września 2013 przyjął rolę Nathana w holendersko-niemiecko-południowoafrykańskim serialu VARA Gorzki smak cukru (Hoe duur was de suiker), będącym ekranizacją powieści surinamskiej pisarki Cynthii McLeod.
W życiu prywatnym związał się z Anną Drijver.

## Wybrana filmografia

### filmy fabularne
- 1999: Dichter op de Zeedijk jako Constant
- 2001: De Grot jako młody Axel
- 2002: Mooie Judy jako Paul
- 2008: De Brief voor de Koning jako Joesipu
- 2009: LelleBelle jako Jesse
- 2010: Afrika jako Jona
- 2010: Bon Voyage jako Giel
- 2011: De bende van Oss jako Jan
- 2012: Alles is familie jako Charlie de Roover
- 2012: Bellicher: Cel Vince Batten
- 2013: Frozen jako Kristoff (głos)
- 2013: Hoe duur was de suiker jako Nathan
- 2014: Pak van mijn hart jako Tom
- 2014: Hartenstraat Thomas
- 2016: Alicia weet wat te doen! jako Harlock (głos)

### produkcje TV
- 2002: Costa! jako Sander
- 2003: Dwaalgast jako Mirko
- 2005:	Leuk voor Later jako Jurgen
- 2009: A'dam - E.V.A. jako Daan
- 2009: Flikken Maastricht jako Thijs Smeets
- 2010: Bellicher: De Macht van Meneer Miller jako Vince
- 2012-2016: Dokter Deen jako Fedde IJlstra
- 2013: Charlie jako Maurits van Haeften
- 2014: Heer & Meester jako Guido
- 2015: Vechtershart jako David Roest
- 2015: De Zwarte Tulp jako Joeri Vonk